# Piscina mirabilis
La Piscina Mirabilis è un sito archeologico romano che si trova nel comune di Bacoli, nell'area dei Campi Flegrei. Costruita in età augustea a Miseno, sul lato nord-ovest del Golfo di Napoli, originariamente era una cisterna di acqua potabile.

## Storia
Si tratta della seconda più grande cisterna nota mai costruita dagli antichi romani dopo la Cisterna Basilica di Istanbul e aveva la funzione di approvvigionare di acqua le numerose navi appartenenti alla Classis Misenensis della Marina militare romana, poi divenuta Classis Praetoria Misenensis Pia Vindex, che trovava ormeggio e ricovero nel porto di Miseno. Il nome attuale le fu attribuito nel tardo Seicento.

## Struttura
La cisterna venne interamente scavata nel tufo della collina prospiciente il porto, ad 8 metri sul livello del mare. A pianta rettangolare, è alta 15 metri, lunga 70 e larga 25, con una capacità di oltre 12.000 metri cubi. È sormontata da un soffitto con volte a botte, sorretto da 48 pilastri a sezione cruciforme, disposti su quattro file da 12.
L'acqua veniva prelevata attraverso i pozzetti realizzati sulla terrazza che sovrasta le volte con macchine idrauliche, e da qui canalizzata verso il porto. La struttura muraria è realizzata in opus reticulatum e, così come i pilastri, è rivestita di materiale impermeabilizzante.
Una serie di finestre lungo la sommità delle pareti laterali e gli stessi pozzetti superiori provvedevano all'illuminazione e all'aerazione dell'ambiente. Sul fondo, nella navata centrale, si trova una piscina limaria di 20 metri per 5, profonda 1,10 metri, che veniva utilizzata come vasca di decantazione e di scarico per la pulizia e lo svuotamento periodico della cisterna.
La piscina mirabilis costituiva il serbatoio terminale di uno dei principali acquedotti romani, l'acquedotto augusteo, che portava l'acqua dalle sorgenti di Serino, a 100 chilometri di distanza, fino a Napoli e ai Campi Flegrei. Parte dell'antica cisterna è aperta ai visitatori.